# Monzo (Bank)
Monzo Bank Ltd (/ˈmɒnzoʊ/) ist ein Finanzunternehmen und Bank mit Sitz in London, Großbritannien. 2015 gegründet, bot Monzo zunächst nur eine mobile App und eine Prepaid-Debitkarte an. Seit 2017 können Kunden auch ein Girokonto eröffnen. Monzo zählte Ende der 2010er Jahre in der Finanzwelt zu den am meisten beachteten neuen Banken aus Großbritannien.
Das Unternehmen wurde 2019 von Investoren wie Rocket Internet und Index Ventures mit 1,3 Milliarden Euro bewertet. Es beschäftigt ca. 1600 Angestellte.